# قشلاق دولاما
قشلاق دولاما (بالإنجليزية: Qeshlaq-e Dowlama)‏ هي human-geographic territorial entity تقع في أردبيل في إيران. يقدر عدد سكانها بـ 29 نسمة .